# Ligne D14 de la navette fluviale de Budapest
Pour les articles homonymes, voir D14.
La ligne D14 de la navette fluviale de Budapest est une des trois lignes du réseau fluvial de Budapest. Elle relie Csepel, Királyerdő à Soroksár, Molnár-sziget.

## Stations
|  |   |  | Station                 | Desserte | Correspondances    |
|  | - |  | ----------------------- | -------- | ------------------ |
|  | o |  | Csepel, Királyerdő      | 21e arr. | 71 148             |
|  | o |  | Soroksár, Molnár-sziget | 23e arr. | 66 66B 66E 135 166 |